# Albumy numer jeden w roku 1975 (USA)
Lista najlepiej sprzedających się albumów w Stanach Zjednoczonych w 1975 tworzona przez magazyn Billboard na podstawie Billboard 200.

## Historia notowania
| Data publikacji | Album                                       | Artysta                              |
| --------------- | ------------------------------------------- | ------------------------------------ |
| 4 stycznia      | Elton John’s Greatest Hits                  | Elton John                           |
| 11 stycznia     | Elton John’s Greatest Hits                  | Elton John                           |
| 18 stycznia     | Elton John’s Greatest Hits                  | Elton John                           |
| 25 stycznia     | Elton John’s Greatest Hits                  | Elton John                           |
| 1 lutego        | Elton John’s Greatest Hits                  | Elton John                           |
| 8 lutego        | Fire                                        | Ohio Players                         |
| 15 lutego       | Heart Like a Wheel                          | Linda Ronstadt                       |
| 22 lutego       | AWB                                         | Average White Band                   |
| 1 marca         | Blood on the Tracks                         | Bob Dylan                            |
| 8 marca         | Blood on the Tracks                         | Bob Dylan                            |
| 15 marca        | Have You Never Been Mellow                  | Olivia Newton-John                   |
| 22 marca        | Physical Graffiti                           | Led Zeppelin                         |
| 29 marca        | Physical Graffiti                           | Led Zeppelin                         |
| 5 kwietnia      | Physical Graffiti                           | Led Zeppelin                         |
| 12 kwietnia     | Physical Graffiti                           | Led Zeppelin                         |
| 19 kwietnia     | Physical Graffiti                           | Led Zeppelin                         |
| 26 kwietnia     | Physical Graffiti                           | Led Zeppelin                         |
| 3 maja          | Chicago VIII                                | Chicago                              |
| 10 maja         | Chicago VIII                                | Chicago                              |
| 17 maja         | That’s the Way of the World                 | Earth, Wind & Fire/ścieżka dźwiękowa |
| 24 maja         | That’s the Way of the World                 | Earth, Wind & Fire/ścieżka dźwiękowa |
| 31 maja         | That’s the Way of the World                 | Earth, Wind & Fire/ścieżka dźwiękowa |
| 7 czerwca       | Captain Fantastic and the Brown Dirt Cowboy | Elton John                           |
| 14 czerwca      | Captain Fantastic and the Brown Dirt Cowboy | Elton John                           |
| 21 czerwca      | Captain Fantastic and the Brown Dirt Cowboy | Elton John                           |
| 28 czerwca      | Captain Fantastic and the Brown Dirt Cowboy | Elton John                           |
| 5 lipca         | Captain Fantastic and the Brown Dirt Cowboy | Elton John                           |
| 12 lipca        | Captain Fantastic and the Brown Dirt Cowboy | Elton John                           |
| 19 lipca        | Venus and Mars                              | Wings                                |
| 26 lipca        | One of These Nights                         | Eagles                               |
| 2 sierpnia      | One of These Nights                         | Eagles                               |
| 9 sierpnia      | One of These Nights                         | Eagles                               |
| 16 sierpnia     | One of These Nights                         | Eagles                               |
| 23 sierpnia     | One of These Nights                         | Eagles                               |
| 30 sierpnia     | Captain Fantastic and the Brown Dirt Cowboy | Elton John                           |
| 6 września      | Red Octopus                                 | Jefferson Starship                   |
| 13 września     | The Heat Is On                              | The Isley Brothers                   |
| 20 września     | Between the Lines                           | Janis Ian                            |
| 27 września     | Red Octopus                                 | Jefferson Starship                   |
| 4 października  | Wish You Were Here                          | Pink Floyd                           |
| 11 października | Wish You Were Here                          | Pink Floyd                           |
| 18 października | Windsong                                    | John Denver                          |
| 25 października | Windsong                                    | John Denver                          |
| 1 listopada     | Red Octopus                                 | Jefferson Starship                   |
| 8 listopada     | Rock of the Westies                         | Elton John                           |
| 15 listopada    | Rock of the Westies                         | Elton John                           |
| 22 listopada    | Rock of the Westies                         | Elton John                           |
| 29 listopada    | Red Octopus                                 | Jefferson Starship                   |
| 6 grudnia       | Still Crazy After All These Years           | Paul Simon                           |
| 13 grudnia      | Chicago IX – Chicago's Greatest Hits        | Chicago                              |
| 20 grudnia      | Chicago IX – Chicago's Greatest Hits        | Chicago                              |
| 27 grudnia      | Chicago IX – Chicago's Greatest Hits        | Chicago                              |